# Lijst van voetbalinterlands Argentinië - Zuid-Afrika (vrouwen)
Deze lijst van voetbalinterlands is een overzicht van alle officiële voetbalinterlands tussen de nationale vrouwenteams van Argentinië en de Zuid-Afrika. De landen hebben tot nu toe één keer tegen elkaar gespeeld. 

## Wedstrijden
| № | Plaats  | Datum        | Competitie | Wedstrijd                | Uitslag |
| - | ------- | ------------ | ---------- | ------------------------ | ------- |
| 1 | Dunedin | 28 juli 2023 | WK 2023    | Argentinië − Zuid-Afrika | 2 − 2   |

## Samenvatting
| Competitie   | Totaal gespeeld | Winst Argentinië | Gelijk | Winst Zuid-Afrika | Doelsaldo Argentinië – Zuid-Afrika |
| ------------ | --------------- | ---------------- | ------ | ----------------- | ---------------------------------- |
| WK-eindronde | 1               | 0                | 1      | 0                 | 2 − 2                              |
| Totaal       | 1               | 0                | 1      | 0                 | 2 − 2                              |